# Gira Todas Las Mujeres Que Habitan En Mí
Gira Todas Las Mujeres Que Habitan En Mí, habitualmente estilizado como TLMQHEM, es el nombre de la sexta gira de conciertos de la cantante malagueña Vanesa Martín, enmarcado dentro de la promoción su nuevo disco Todas las mujeres que habitan en mí (publicado en noviembre de 2018). Las primeras fechas fueron anunciadas un día antes de la publicación del disco, aunque posteriormente se fueron sumando muchas más. A día de hoy, es una de las giras más exitosas e internacionales de la cantante malagueña. Finalizó de forma abrupta en Miami a comienzos de marzo de 2020 por el estallido de la pandemia de COVID-19 y posterior cancelación de los conciertos previstos hasta el final programado en abril en Lisboa.

## Repertorio
1. El intento
2. De tus ojos
3. Abril
4. Ya
5. Te has perdido quién soy
6. 9 días
7. Como un billete de avión
8. 90 minutos + Arráncame + Polvo de mariposas
9. No te pude retener
10. Hablas
11. La culpa
12. Desobedecerme
13. Ropa desordenada + Aún no te has ido + Mi amante amigo/Se nos rompió el amor
14. Sintiéndonos
15. Frenar enero + Trampas + Si me olvidas + La piel + Sin saber por qué
16. Hábito de ti
17. Inventas
18. Que no
19. Yo me pido vida
20. Ey
21. Caída libre
22. Complicidad

## Fechas
A continuación se detallan las fechas de la gira.
| Fecha                    | Ciudad                     | País           | Lugar                                 | Información |
| ------------------------ | -------------------------- | -------------- | ------------------------------------- | ----------- |
| 30 de marzo de 2019      | Sevilla                    | España         | Auditorio Rocío Jurado                | [ 2 ]       |
| 12 de abril de 2019      | Palma de Mallorca          | España         | Auditórium de Palma de Mallorca       | [ 3 ]       |
| 13 de abril de 2019      | Palma de Mallorca          | España         | Auditórium de Palma de Mallorca       | [ 3 ]       |
| 26 de abril de 2019      | Murcia                     | España         | Cuartel de Artillería                 | [ 4 ]       |
| 3 de mayo de 2019        | San Sebastián              | España         | Auditorio Kursaal                     | [ 5 ]       |
| 4 de mayo de 2019        | Pamplona                   | España         | Auditorio Baluarte                    | [ 6 ]       |
| 11 de mayo de 2019       | Puerto del Rosario         | España         | Palacio de Formación y Congresos      | [ 7 ]       |
| 12 de mayo de 2019       | Las Palmas de Gran Canaria | España         | Gran Canaria Arena                    | [ 8 ]       |
| 18 de mayo de 2019       | Ciudad de México           | México         | Teatro Metropólitan                   |             |
| 25 de mayo de 2019       | Valladolid                 | España         | Pabellón 1 Feria de Muestras          |             |
| 26 de mayo de 2019       | Bilbao                     | España         | Palacio Euskalduna                    | [ 9 ]       |
| 31 de mayo de 2019       | Córdoba                    | España         | Teatro de la Axerquía                 | [ 10 ]      |
| 1 de junio de 2019       | Almería                    | España         | Plaza de Toros de Almería             | [ 11 ]      |
| 7 de junio de 2019       | Buenos Aires               | Argentina      | Luna Park                             | [ 12 ]      |
| 8 de junio de 2019       | Rosario                    | Argentina      | Auditorio Fundación Astengo           | [ 13 ]      |
| 9 de junio de 2019       | Córdoba                    | Argentina      | Quality Espacio                       | [ 13 ]      |
| 12 de junio de 2019      | Tucumán                    | Argentina      | Teatro Mercedes Sosa                  | [ 13 ]      |
| 13 de junio de 2019      | Salta                      | Argentina      | Teatro Nuestra Señora del Huerto      | [ 13 ]      |
| 14 de junio de 2019      | Mendoza                    | Argentina      | Cine Teatro Plaza                     | [ 13 ]      |
| 15 de junio de 2019      | Santiago                   | Chile          | Teatro Teletón                        | [ 13 ]      |
| 29 de junio de 2019      | Valencia                   | España         | Plaza de Toros de Valencia            | [ 14 ]      |
| 3 de julio de 2019       | Burgos                     | España         | Fórum Evolución                       | [ 15 ]      |
| 6 de julio de 2019       | Alicante                   | España         | Plaza de Toros de Alicante            | [ 16 ]      |
| 12 de julio de 2019      | Punta Umbría               | España         | Polideportivo Antonio Gil Hernandez   | [ 17 ]      |
| 13 de julio de 2019      | Chiclana                   | España         | Poblado de Sancti Petri               | [ 18 ]      |
| 20 de julio de 2019      | Málaga                     | España         | Auditorio Municipal Cortijo de Torres | [ 19 ]      |
| 27 de julio de 2019      | Onda                       | España         | Recinto Multiusos de Onda             | [ 20 ]      |
| 3 de agosto de 2019      | La Laguna                  | España         | Pabellón Insular Santiago Martín      | [ 21 ]      |
| 8 de agosto de 2019      | Cambrils                   | España         | Auditori Parc del Pinaret             | [ 22 ]      |
| 10 de agosto de 2019     | Calella de Palaf.          | España         | Auditori Jardins de Cap Roig          |             |
| 17 de agosto de 2019     | Algeciras                  | España         | Plaza de Toros Las Palomas            | [ 23 ]      |
| 13 de septiembre de 2019 | Mérida                     | España         | Teatro Romano                         | [ 24 ]      |
| 20 de septiembre de 2019 | Sevilla                    | España         | Auditorio Rocío Jurado                | [ 25 ]      |
| 21 de septiembre de 2019 | Lorca                      | España         | Explanada Hotel Jardines de Lorca     | [ 26 ]      |
| 27 de septiembre de 2019 | Madrid                     | España         | WiZink Center                         | [ 27 ]      |
| 2 de octubre de 2019     | Cádiz                      | España         | Gran Teatro Falla                     | [ 28 ]      |
| 4 de octubre de 2019     | Cádiz                      | España         | Gran Teatro Falla                     | [ 28 ]      |
| 5 de octubre de 2019     | Cádiz                      | España         | Gran Teatro Falla                     | [ 28 ]      |
| 6 de octubre de 2019     | Cádiz                      | España         | Gran Teatro Falla                     | [ 28 ]      |
| 10 de octubre de 2019    | Dublín                     | Irlanda        | The Button Factory                    |             |
| 11 de octubre de 2019    | Edimburgo                  | Reino Unido    | The Mash House                        |             |
| 12 de octubre de 2019    | Londres                    | Reino Unido    | The Dome                              |             |
| 15 de noviembre de 2019  | Barcelona                  | España         | Palau Sant Jordi                      | [ 29 ]      |
| 16 de noviembre de 2019  | Logroño                    | España         | Riojafórum                            | [ 30 ]      |
| 23 de noviembre de 2019  | Granada                    | España         | Palacio Municipal de Deportes         | [ 31 ]      |
| 29 de noviembre de 2019  | La Coruña                  | España         | Palacio de la Ópera                   | [ 32 ]      |
| 6 de diciembre de 2019   | Bruselas                   | Bélgica        | La Madeleine                          | [ 33 ]      |
| 8 de diciembre de 2019   | París                      | Francia        | Gibus Club                            | [ 33 ]      |
| 13 de diciembre de 2019  | Gijón                      | España         | Teatro de La Laboral                  | [ 34 ]      |
| 10 de enero de 2020      | Tarragona                  | España         | Palacio Ferial y de Congresos         |             |
| 11 de enero de 2020      | Gerona                     | España         | Auditorio Palacio de Congresos        |             |
| 17 de enero de 2020      | Zaragoza                   | España         | Sala Mozart del Auditorio de Zaragoza | [ 35 ]      |
| 8 de febrero de 2020     | Buenos Aires               | Argentina      | Teatro Colón                          |             |
| 19 de febrero de 2020    | Madrid                     | España         | Teatro Real                           | [ 36 ]      |
| 26 de febrero de 2020    | Barcelona                  | España         | Gran Teatro del Liceo                 | [ 37 ]      |
| 6 de marzo de 2020       | Miami                      | Estados Unidos | The Fillmore Miami Beach              |             |

## Conciertos no celebrados
A continuación se pueden ver los conciertos no celebrados de la gira, con la correspondiente razón y estado actual.
| Fecha                | Ciudad      | País     | Recinto                      | Motivo de cancelación                               | Estado    |
| -------------------- | ----------- | -------- | ---------------------------- | --------------------------------------------------- | --------- |
| 4 de julio de 2019   | Torrelavega | España   | Campos del Malecón           | Meteorología                                        | Cancelado |
| 23 de agosto de 2019 | Sangenjo    | España   | Parque Empresarial de Nantes | Cancelación del Festival                            | Cancelado |
| 30 de agosto de 2019 | Linares     | España   | Antiguo Recinto Ferial       | Meteorología                                        | Cancelado |
| 22 de marzo de 2020  | Málaga      | España   | Teatro Cervantes             | Pandemia de enfermedad por coronavirus de 2019-2020 | Cancelado |
| 30 de marzo de 2020  | Sevilla     | España   | Teatro de la Maestranza      | Pandemia de enfermedad por coronavirus de 2019-2020 | Cancelado |
| 4 de abril de 2020   | Lisboa      | Portugal | Teatre Tívoli BBVA           | Pandemia de enfermedad por coronavirus de 2019-2020 | Cancelado |

## Gira promocional
| Fecha                    | Ciudad           | País   | Recinto                    | Motivo                   |
| ------------------------ | ---------------- | ------ | -------------------------- | ------------------------ |
| 14 de marzo de 2019      | Santa Cruz Trfe. | España | Recinto Ferial de Tenerife | Premios Cadena Dial 2019 |
| 6 de septiembre de 2019  | Madrid           | España | WiZink Center              | Vive Dial 2019           |
| 23 de septiembre de 2019 | Madrid           | España | Teatro Real                | Festival Únicas          |
| 8 de noviembre de 2019   | Madrid           | España | WiZink Center              | LOS40 Music Awards 2019  |
| 14 de noviembre de 2019  | Barcelona        | España | Gran Teatro del Liceo      | Premios Ondas 2019       |